# SMART Standards
SMART Standards ermöglichen es, die Informationen aus Normen und Standards in maschinenlesbarer und interpretierbarer Form verfügbar zu machen. Diese Bereitstellung ermöglicht es den Benutzern von Standards, diese direkt in ihre Systeme zu importieren und anwendungsbezogen zu nutzen.
Das Akronym SMART steht hierbei für: „Norm (Standard), deren Inhalte für Maschinen, Software oder sonstige automatisierte Systeme anwendbar (Applicable) und lesbar (Readable) sind und darüber hinaus anwendungs-/nutzerspezifisch digital bereitgestellt werden können (Transferable)“
Im Zuge der fortschreitenden digitalen Transformation und der zunehmenden Bedeutung von Industrie 4.0 gewinnen SMART Standards immer mehr an Relevanz.
SMART Standards sind Teil eines umfassenden Digitalisierungsprozesses in der Normung. Die digitale Transformation von Standards zielt darauf ab, die Effizienz der Nutzung von Standards zu verbessern, Fehler zu reduzieren und den Prozess der Integration von Standards in verschiedene Systeme zu erleichtern.

## Digitalisierungsstufen (Utility Model)
(Quelle: DIN – DKE)
Die Ausprägung der Digitalisierung von Normen wird anhand von deren Auswertbarkeit in mehreren Stufen beschrieben. Von SMART Standards spricht man ab Level 3, derzeit ist Level 2 am weitesten verbreitet.
- Level 0 nicht maschinell prozessierbar, beispielsweise Papier
- Level 1 maschinell visualisierbares digitales Dokument, beispielsweise PDF
- Level 2 maschinell lesbares Dokument, dessen Struktur oder bestimmte fragmentierte Inhalte maschinell ausgelesen werden können, da Inhalt und Gestaltung getrennt sind, typischerweise XML
- Level 3 maschinell lesbare Inhalte, deren fragmentierte Informationseinheiten eindeutig identifiziert, deren Beziehungen untereinander erfasst und die automatisch weiterverarbeitet und teilweise automatisch ausführbar sind
- Level 4 maschinell interpretierbare Inhalte, deren Inhaltsbausteine so angereichert sind, dass diese maschinell direkt ausführbar und komplexe Prozesse automatisierbar sind
- Level 5 Inhalte können automatisch erstellt und angepasst werden, was eine maschinelle Steuerung des Normungsprozesses ermöglicht.

## Umsetzung und Akteure
Bei der Realisierung von SMART Standards arbeiten verschiedene nationale und internationale Organisationen zusammen, darunter DIN, DKE, CEN/CENELEC und ISO/IEC.
Nationale Ebene:
- IDiS – Initiative Digitale Standards: Eine gemeinsame Initiative von DIN und DKE, die Akteure aus Industrie, Verbänden, Behörden und Wissenschaft zusammenbringt, um die digitale Transformation der Normung in Deutschland voranzutreiben.

Internationale Ebene:
- CEN/CENELEC: SMART Standards Project.[2]
- ISO/IEC: IEC/ISO SMART.[3]

## Anwendung und Nutzen
Die Anwendung von SMART Standards ermöglicht eine effizientere und effektivere Nutzung von Normen und Standards in automatisierten Systemen. Sie tragen dazu bei, die Interoperabilität zwischen verschiedenen Systemen zu verbessern und die Integration neuer Technologien zu erleichtern. Darüber hinaus können SMART Standards dazu beitragen, die Kosten für die Entwicklung und Wartung von Standards zu senken und die Markteinführungszeit für neue Produkte zu verkürzen.
Für SMART Standards wurden 11 Use-Cases identifiziert. Einer der Use-Cases ist der Export von Informationseinheiten, nämlich die Bereitstellung von normativen Inhalten über Austauschformate für eine breite, einfache Anwendung
SMART Standards bieten zahlreiche Vorteile:
- Effizientere Nutzung von Normen: Maschinen können relevante Informationen schneller und präziser finden.
- Verbesserte Interoperabilität: Erleichterte Integration neuer Technologien.
- Kostenreduktion: Geringere Kosten für Entwicklung und Wartung von Standards.
- Schnellere Markteinführung: Verkürzte Entwicklungszyklen für neue Produkte.
- Reduzierung von Übertragungsfehlern: Vermeidung manueller Fehler bei der Übertragung von Informationen.

## Anwendungsbeispiel Requirements Interchange Format
Ein von der deutschen Automobilindustrie entwickelter Standard zum einheitlichen Austausch von Anforderungen ist das Requirements Interchange Format (ReqIF). In der Unternehmenspraxis sind Anforderungsmanagementsysteme wie Polarion oder IBM Doors, die mit ReqIF arbeiten, Standard. In einer dafür gegründeten Ad-hoc-Gruppe wird die Bereitstellung von Normen und Norminformationen im ReqIF-Format harmonisiert, damit normative Anforderungen standardisiert über das ReqIF-Formant in Anforderunsgsmanagementsysteme importiert werden können.